# Gary Locke
Gary Faye Locke (Seattle, 21 de janeiro de 1950) é um político norte-americano. Ele foi o Secretário do Comércio dos Estados Unidos entre 2009 e 2011 o 21º governador de Washington entre 1997 a 2005. Locke foi o primeiro, e continua a ser o único, americano de origens chinesas a servir como Governador em um estado americano.

## Família e educação
Locke nasceu em Seattle, Washington. A terceira geração norte-americana com ascendência paterna de Taishan, Guangdong, na China. Locke é o segundo dos cinco filhos de James, um nativo dos Estados Unidos, e julie Locke nascida em Hong Kong, que na época era um território dependente do Reino Unido. Ele não aprendeu a falar Inglês até os cinco anos.
Formou-se com honras na Franklin Seattle's High School em 1968.
Através de uma combinação de empregos de tempo parcial e o apoio financeiro e bolsas de estudo, Locke frequentou a Universidade de Yale, ganhando um diploma de bacharel em ciência política, em 1972.  Em seguida, ele se formou em Direito pela Universidade de Boston School of Law em 1975.
Em 15 de outubro de 1994, casou-se com Mona Lee Locke, uma ex-repórter de televisão na filial da NBC em Seattle.  O casal Locke têm três filhos: Emily Nicole, nasceu em Março de 1997, Dylan James, nascido em Março de 1999 e Madeline Lee, nascida em Novembro de 2004.

## Carreira Política
Em 1982, o distrito de South Seattle o elegeu como seu representante na Câmara dos Representantes de Washington, onde atuou como presidente do Comitê de Apropriações. Onze anos depois, em 1993, Locke fez história ao se tornar o primeiro sino-americano a ser eleito para o conselho executivo de King County, derrotando Tim Hill, que há muitos anos ocupava o cargo. Em 1996, ele ganhou as eleições primárias e gerais para governador, tornando-se o primeiro governador de um estado americano de origens chinesas. Seu comitê político foi multado em 2.500 dólares por irreguladores em 1997 depois de admitir ter cometido violações da lei de finanças durante a campanha. Locke venceu facilmente a reeleição em disputa para governador em 2000.
Os Democratas criticaram Locke, quando este esteve a favor de reivindicações de representantes do Partido Republicano, sobre as novas medidas no âmbito de impostos, que viriam para resolver os distúrbios que haviam no orçamento do do estado por conta de um período de crise em 2001. Entre suas propostas de redução de gastos foram demitindo milhares de funcionários do Estado, reduzindo a cobertura de saúde; congelar o pagamento de alguns funcionários; e cortar o financiamento para lares de idosos e programas para o deficiente.
Apoiado por políticos de esquerda do estado, o ex-juiz da Suprema Corte de Washington Phil Talmadge anunciou seus planos para desafiar Locke na primária democrata de 2004. Talmadge encerrou sua campanha antecipada por motivos de saúde. Enquanto isso, Locke era visto pelo conselho nacional de seu partido, como uma estrela em ascensão e um forte nome como candidato a vice-presidente na cahapa que foi encabeçada posteriormente por John Kerry.

## Secretário de Comércio
Em 4 de dezembro de 2008, a Associated Press informou que Locke era um potencial candidato a secretário do Interior do do novo governo do então presidente-eleito Barack Obama. Mas o então senador pelo Colorado, Ken Salazar, foi nomeado para esta posição em seu lugar.
Em 25 de fevereiro de 2009, Locke foi anunciado como a escolha do presidente Barack Obama para a secretaria de Comércio. Sua nomeação foi confirmada pelo Senado dos Estados Unidos por unanimidade em 24 de março de 2009. Locke foi empossado em 26 de março de 2009, pelo juiz distrital Richard A. Jones. E, posteriormente pelo presidente Obama em 1 de maio de 2009.